# BOH Cameronian Arts Award
Премия искусства камеронского чая БОХ (англ.  BOH Cameronian Arts Award) — наиболее престижная ежегодная премия искусства в Малайзии.
Учреждена в 2002 г. интернет-журналом по вопросам искусства «Kaki Seni» (Любитель искусства) (осн. в 2001 Дженни Данилс и Кэти Роулэнд) и компанией «BOH Plantations Sdn Bhd» (осн. в 1929 г. Дж. А. Расселом). Премии присуждаются отдельным лицам и организациям за наиболее выдающиеся достижения в четырёх областях искусства: музыки, мюзикла, хореографии, театра до 15 номинаций в каждой области (лучшему хореографу, лучшему танцору, лучшей танцевальной группе, лучшему солисту, лучшему актёру и актрисе, лучшему режиссёру, лучшей музыкальной группе, лучшему художнику по костюмам и т. п.). Размер премий различен. В целом тратится около 50 тыс. ринггитов в год. Основные спонсоры: Boh Plantation Sdn Bhd, Astro, Mandarin Oriental Hotel, Lite FM Radio и др..
Среди награжденных известный ансамбль китайской музыки Dama Orchestra, режиссёр Захим Албакри из компании Dramalab, хореограф Саид Мустафа и Рамли Ибрагим из хореографической труппы Sutra Dance Theatre, актёр, поэт и драматург Халид Саллех, режиссёр Джо Хашам, композитор Дик Ли, дизайнер по костюмам Акма Суриати Аванг, актёр Джит Мурад, драматург и театральный деятель Саид Алви Саид Хассан, драматург Гулам Сарвар Юсуф, театральная актриса и режиссёр Фарида Меричан, хореограф Джозеф Виктор Гонсалес и др..